# La camarista (película)
La camarista es una película mexicana estrenada en el 2018 dirigida por Lila Avilés. Fue seleccionada para representar a México como mejor película extranjera en la preselección de los premios Oscar 2020.

## Argumento
Eva es una joven camarista que trabaja en un hotel de lujo en la Ciudad de México. Las jornadas laborales extensas no le permiten convivir con su hijo, pero la motiva ser ascendida a un mejor puesto.

## Reparto
- Gabriela Cartol
- Agustina Quinci
- Teresa Sánchez

## Recepción
La camarista tuvo una puntuación de 81/100 media en Metacritic.
Este filme ocupa el lugar 39 dentro de la lista de las 100 mejores películas mexicanas, según la opinión de 27 críticos y especialistas del cine en México, publicada por el portal Sector Cine en junio de 2020.

## Premios y reconocimientos
| Año  | Premio                                          | Categoría                              | Nominación                 | Resultado |
| ---- | ----------------------------------------------- | -------------------------------------- | -------------------------- | --------- |
| 2019 | Premio Ariel                                    | Mejor Ópera Prima                      | Lila Avilés                | Ganadora  |
| 2019 | Premio Ariel                                    | Mejor Película                         | La Camarista               | Nominada  |
| 2019 | Premio Ariel                                    | Mejor actuación femenina               | Gabriela Cartol            | Nominada  |
| 2019 | Premio Ariel                                    | Mejor coactuación femenina             | Teresa Sánchez             | Nominada  |
| 2019 | Premio Ariel                                    | Mejor edición                          | Omar Guzmán                | Nominado  |
| 2019 | Premio Ariel                                    | Mejor fotografía                       | Carlos Rossini             | Nominado  |
| 2019 | Premio Ariel                                    | Mejor guion cinematográfico original   | Lila Avilés y Juan Márquez | Nominados |
| 2019 | Premio Ariel                                    | Revelación actoral                     | Alán Uribe                 | Nominado  |
| 2019 | Premio Ariel                                    | Revelación actoral                     | Agustina Quinci            | Nominada  |
| 2019 | Festival Internacional de Cine de Portland      | Mejor nueva dirección                  | Lila Avilés                | Ganadora  |
| 2019 | Festival Internacional de Cine de San Francisco | Nuevo Director                         | Lila Avilés                | Ganadora  |
| 2018 | Festival de Cine de La Habana                   | Mejor Ópera Prima                      | Lila Avilés                | Ganadora  |
| 2018 | Festival de Cine de Londres                     | Mejor primer trabajo                   | Lila Avilés                | Nominada  |
| 2018 | Festival Internacional de Cine de Palm Springs  | Mención Especial - Premio Cine Latino  | Lila Avilés                | Ganadora  |
| 2018 | Festival Internacional de Cine de Palm Springs  | Premio Cine Latino                     | Lila Avilés                | Nominada  |
| 2018 | Festival Internacional de Cine de Palm Springs  | Nuevas Voces/Nuevas Visiones           | Lila Avilés                | Nominada  |
| 2018 | Festival Internacional de Cine de Palm Springs  | Mejor Película en un Idioma Extranjero | Lila Avilés                | Nominada  |
| 2018 | Festival Internacional de Cine de Marruecos     | Premio del Jurado                      | Lila Avilés                | Ganadora  |
| 2018 | Festival Internacional de Cine de Marruecos     | Estrella de Oro - Mejor película       | La camarista               | Nominada  |